# ブルーノ・ミゲル・セメド・ヴァレラ
ブルーノ・ミゲル・セメド・ヴァレラ（ポルトガル語: Bruno Miguel Semedo Varela、1994年11月4日 - ）は、ポルトガルとカーボベルデの国籍を持つサッカー選手。ポジションはGK。ヴィトーリア・ギマランイス所属。

## クラブ歴

### ベンフィカ
リスボンに生まれ、11歳の時に地元のSLベンフィカの下部組織に入った。2011年8月29日に16歳でトップチームのベンチに入った。2012年9月22日にBチームで出場し、プロ初出場。2013-14シーズンから翌シーズンにかけては不動の守護神を務めた。また、トップチームの試合でベンチに座る事も増えた。
2015年8月29日にセグンダ・ディビシオンのレアル・バリャドリードに1シーズンの期限付き移籍。しかし、ケパ・アリサバラガの壁は高く、最終節1試合の出場に止まった。なおこの試合はホームながら1-3で敗北した。

### ヴィトーリア・セトゥーバル
2016年7月2日にヴィトーリア・セトゥーバルに完全移籍。8月21日に移籍後初出場。

### ベンフィカ復帰
2017年7月にベンフィカに完全移籍で復帰。8月5日に復帰後初出場。9月12日にはUEFAチャンピオンズリーグ 2017-18 グループリーグのCSKAモスクワ戦に出場。UEFA主催大会での初出場となったが、このホームゲームは1-2で敗北した。

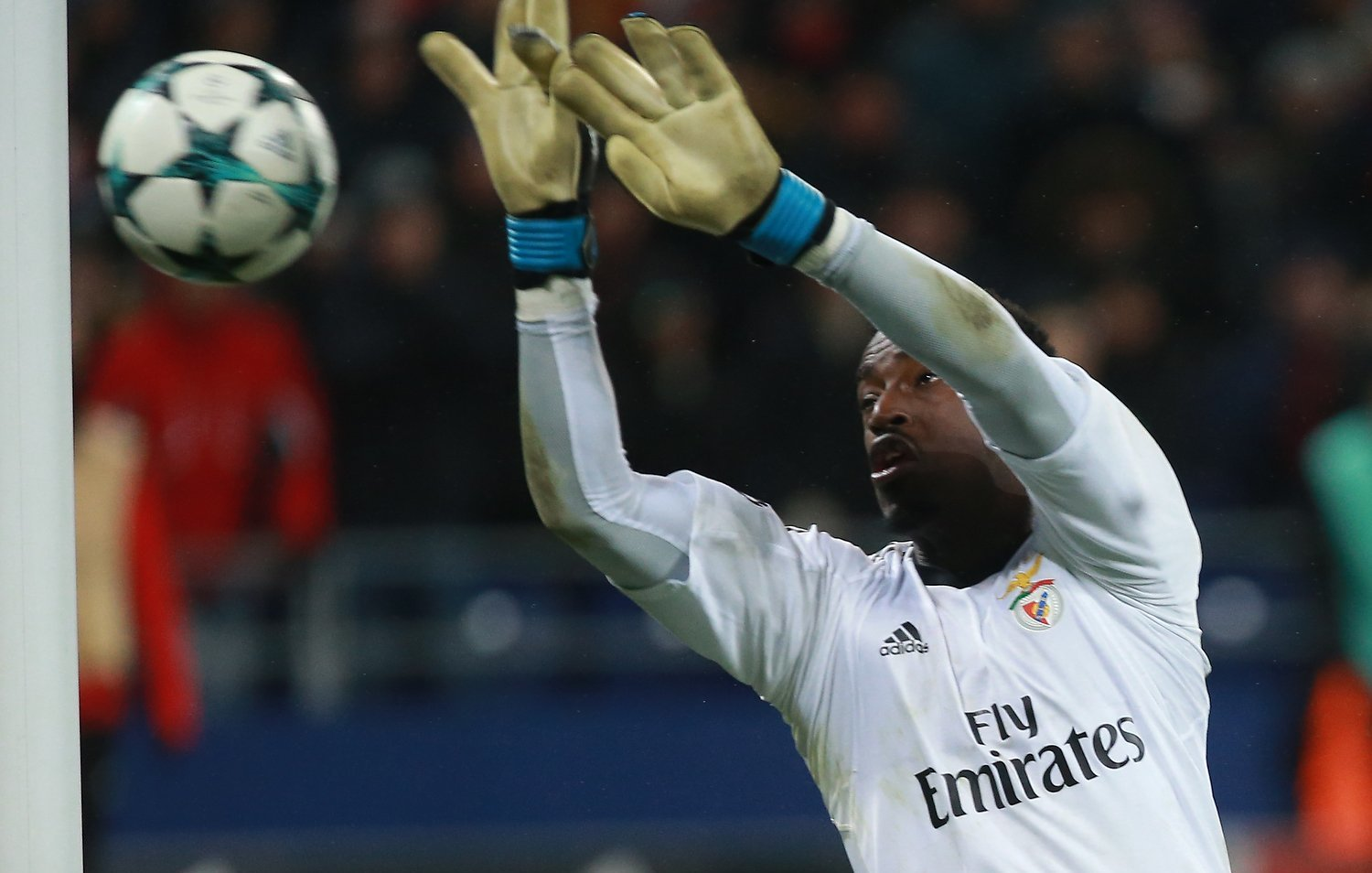
CSKAモスクワ戦でのブルーノ（2017年）

2017年9月16日の試合では、相手のフリーキックを正面で触ったものの、そのまま真後ろのゴールネットに突き刺す大失態を犯してしまい1-2で敗北。このワンプレーでルイ・ヴィトーリア監督からは見切られ、クラブはミレ・スヴィラルとオディッセアス・ヴラホディモスを翌週に獲得した。しかし前者はインフルエンザに罹ってしまい、後者は加入が1月にずれこんだため、スターティングメンバーとして起用された。その中でFCポルトとのアウェーゲームではマン・オブ・ザ・マッチに選出されるなど、汚名返上をした。
2018-19シーズンは出場機会が無かったため、2019年1月26日にエールディヴィジのアヤックス・アムステルダムに買取オプションつきの半年の期限付き移籍。6月24日にレンタル期間が1年延長された。

### ヴィトーリア・ギマランイス
2020年8月19日、ヴィトーリア・ギマランイスに移籍した。

## 代表歴
年代別代表はポルトガルを選択。U-19代表としてUEFA U-19欧州選手権2013、2013 FIFA U-20ワールドカップに参戦した。後者ではジョゼ・サの控えであった。U-20代表では第42回トゥーロン国際大会に参加した。
U-21代表ではUEFA U-21欧州選手権2015に参加し準優勝したものの、ジョゼ・サの控えであり、出場は出来なかった。しかし、リオデジャネイロオリンピックでは正ゴールキーパーとして出場した。
2017年3月21日、負傷したアントニー・ロペスの代わりとしてポルトガルA代表からの招集を受けた.。しかし出場機会は無かった。
2023年10月、カーボベルデ代表から招集され、アルジェリア代表との親善試合でA代表初出場。